# Эублефары
Эублефа́ры (лат. Eublepharis) — род ящериц из семейства эублефаровых.

## Виды
В роде эублефаров около 10 видов, 6 видов описано:
- Eublepharis angramainyu Anderson & Leviton, 1966 — Иранский эублефар, обитает в Иране, Ираке, Сирии и Турции. Самый крупный современный вид. Имеет около 6-и географических форм, так называемых локалитетов.
- Eublepharis fuscus Börner, 1981 — Западно-Индийский эублефар — Индия.
- Eublepharis hardwickii Gray, 1827 — Эублефар Хардвика, обитает в Восточной Индии и Бангладеш. Имеет несколько географических рас.
- Eublepharis macularius Blyth, 1854 — Пятнистый эублефар или леопардовый геккон. Имеет обширный ареал с несколькими подвидами, а возможно и самостоятельными видами, Пакистан, Индия, типовой экземпляр описанный из Ирана имеет географическую удаленность от основной популяции. Легко содержится и размножается в неволе, выведено множество цветовых морф, не существующих в природе. Описано несколько подвидов —
  - Eublepharis macularius afghanicus Börner, 1974. Некоторые систематики рассматривают как самостоятельный вид.
  - Eublepharis macularius fasciolatus Günther, 1864
  - Eublepharis macularius montanus Börner, 1976
  - Eublepharis macularius smithi Smith,1935
  - Eublepharis macularius macularius Blyth, 1854
- Eublepharis turcmenicus — Туркменский эублефар Darevsky, 1977 — обитает на юге Туркменистана, в предгорьях Копет-Дага, а также на севере Ирана. От пятнистого эублефара отличается особенностями окраски и фолидоза.
- Eublepharis satpuraensis Mirza et al., 2014 — описан из национального парка Сатпура, Индия.
- Eublepharis pictus Mirza et Gnaneswar, 2022 — описан из востока Индии[2].
- Eublepharis sp. — «Turkey»
- Eublepharis sp. — «Pakistan»
- Eublepharis cf. macularius — Непал. Видовой статус этой формы уточняется.